# Énoch Dérant-Lakoué
Énoch Dérant-Lakoué est un homme d'État centrafricain né en 1944. Il est Premier ministre de la République centrafricaine du 26 février 1993 au 25 octobre 1993.

## Origines
Il est originaire de la région de Bossangoa et appartient à l’éthnie Gbaya.

## Carrière professionnelle
En décembre 2003, il devient directeur national pour la Centrafrique de la BEAC Banque des États de l'Afrique centrale.

## Carrière politique
Il est le candidat du Pari Social-Démocrate centrafricain (PSD) à l’élection présidentielle de 1993, il recueille 2,39 % des suffrages exprimés. De nouveau candidat à la présidence en 1999, son score est de 1,33 %. En février 2013, il entre au Gouvernement Tiangaye 1, comme ministre d'État chargé de l'Économie, du plan et de la coopération.